# Toprak-kala
Toprak-kala (ouzbek : Tuproq qal'a) est une ancienne colline fortifiée d'une surface de plus de 120 ha, située en république d'Ouzbekistan. Toprak-kala se traduit forteresse recouverte de terre.
Les historiens considèrent que Toprak-kala était l'ancienne capitale du Khwarezm, sous le règne de la dynastie des Afrighides (en). Elle date du Ier siècle av. J.-C. et tomba en ruine au Ve siècle de notre ère. Cette dynastie a établi son pouvoir en s'appuyant sur Toprak-kala, à l'origine sur la rive droite de l'Amou-Daria. Des liens sont tracés dans la culture avec l'Empire kouchan, dans la perception du monde de la population avec l'influence sur elle de l'hindouisme, du boudisme, du zoroastrisme et des anciennes religions grecques. On trouve à Toprak-kala une ancienne écriture cursive du Khwarezm.
Sur la rive droite de l'Amou-Daria, en dehors de Toprak-kala, ont également été construites les riches forteresses de Kanga-kala (ru), Djanbas-kala, Bazar-kala, Kyrkkyz, Kourgochin-kala et Aiaz-Kala, destinées à la défense et pour cette raison situées à proximité les unes des autres. Cela montrait la puissance de Khwarezm à cette époque.
En 1945-1950, sous la direction du chercheur russe soviétique Sergueï Tolstoï (ru), des fouilles ont été effectuées à Toprak-kala.

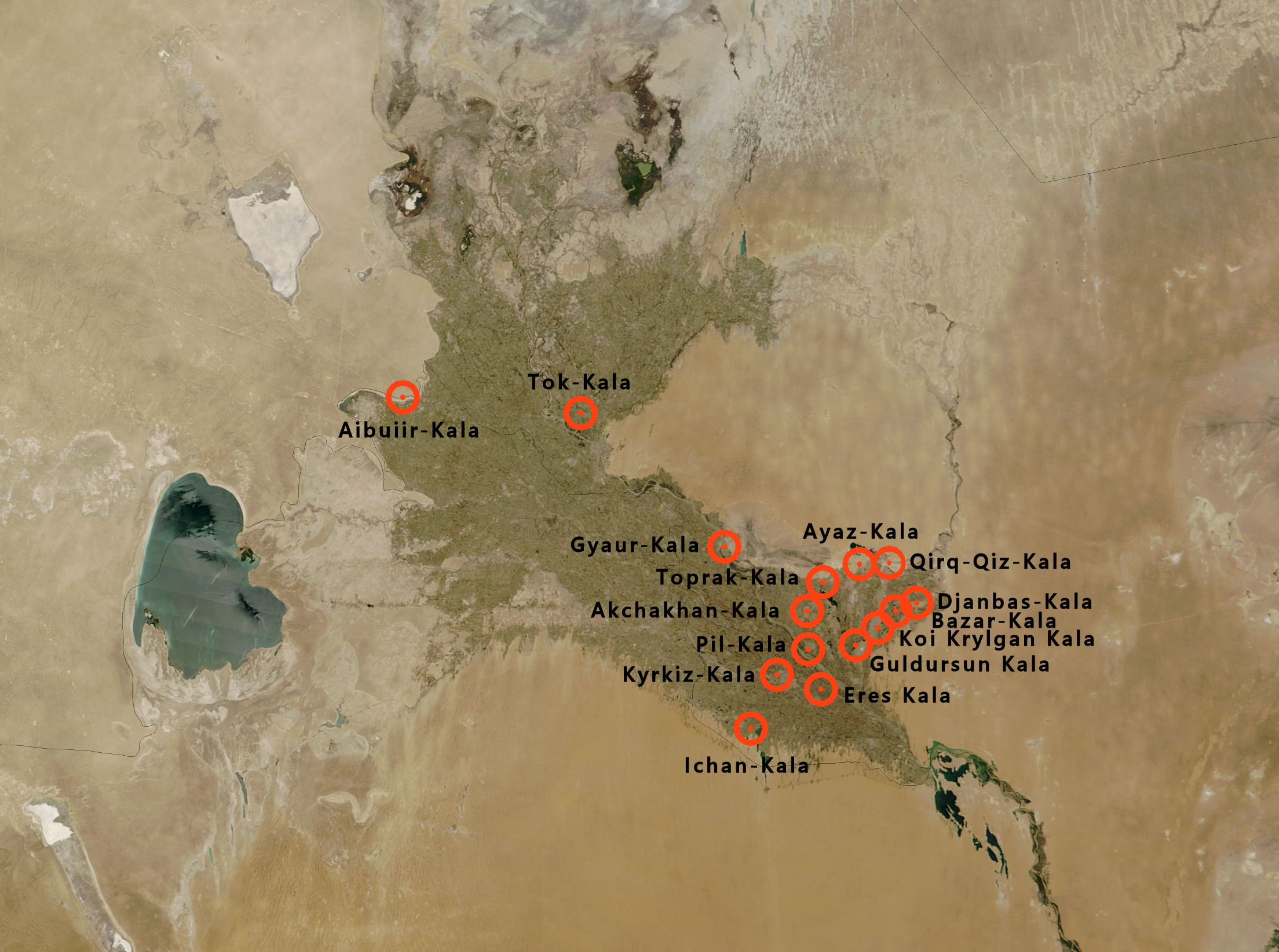
forteresses de Khwarezm

Lors des fouilles ont été trouvées les ruines d'un palais de 150 salles richement décorées de peintures et de sculptures. Des tableaux ont été trouvés non seulement dans le palais royal, mais également dans des maisons ordinaires. Elles ressemblent fort à celles connues provenant d'Ajantâ dans l'état indien de Maharashtra. 
La hauteur du palais atteignait 40 m. Il était entouré d'une centaine de maisons d'habitation. Les murailles des remparts atteignaient la hauteur de 8 à 9 mètres.
Le noyau central du palais Toprak-kala était la salle du trône où se tenaient les cérémonies officielles. Les murs du palais étaient décorés de manière festive. Le sanctuaire principal était la salle des masques dansants, le temple d'Anahita sur les murs duquel se trouvaient 16 panneaux en bas-relief représentant des femmes et des hommes dansant. La salle des guerriers présentait de nombreuses figures de rois, la tête garnie de cornes de béliers, se tenant au sommet d'une montagne, où un feu était allumé pour le nouvel an. Une des sculptures est celle d'un roi représenté avec une couronne sur la tête et une aigle sur le bras. Dans la salle des cerfs, les murs étaient décorés de belles peintures de cerfs et de griffons.
Lors des fouilles des archives provenant des dirigeants de Khwarezm ont été découvertes. Dans le palais ont été trouvés des documents établis sur des peaux (inventaires et registres de livraison de marchandises) ou sur des planches et sur des bâtons. Y étaient inscrites des listes d'hommes libres, de domestiques, d'esclaves, de membres de grandes familles, des renseignements comptables, des étiquettes. Tous ces documents sont écrits à l'encre noire et l'écriture peut être qualifiée de cursive ancienne de Khwarezm. Ces pièces archéologiques sont aujourd'hui à Saint-Pétersbourg au musée de l'Ermitage. Au début du IVe siècle de notre ère, les murs de la ville ont été reconstruits, le palais est devenu une citadelle. Vers le Ve siècle de notre ère Toprak-kala est devenue un endroit de peuplement ordinaire, puis il a été abandonné.
Le site de Toprak-kala est classé au Patrimoine mondial dans la liste de l'Unesco.

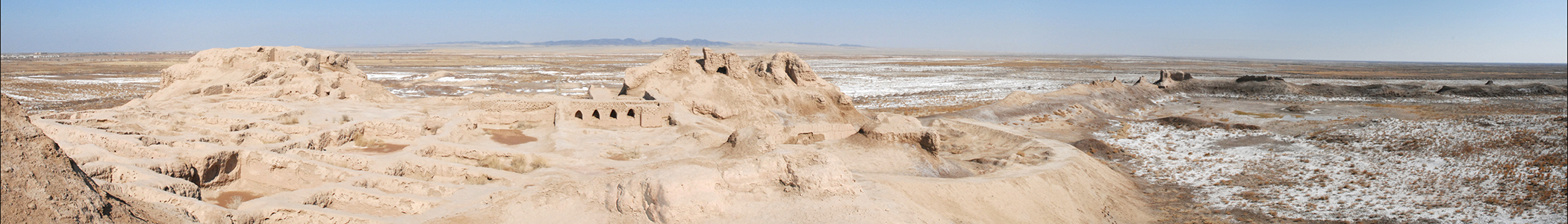
Panorama des ruines de Toprak-Kala

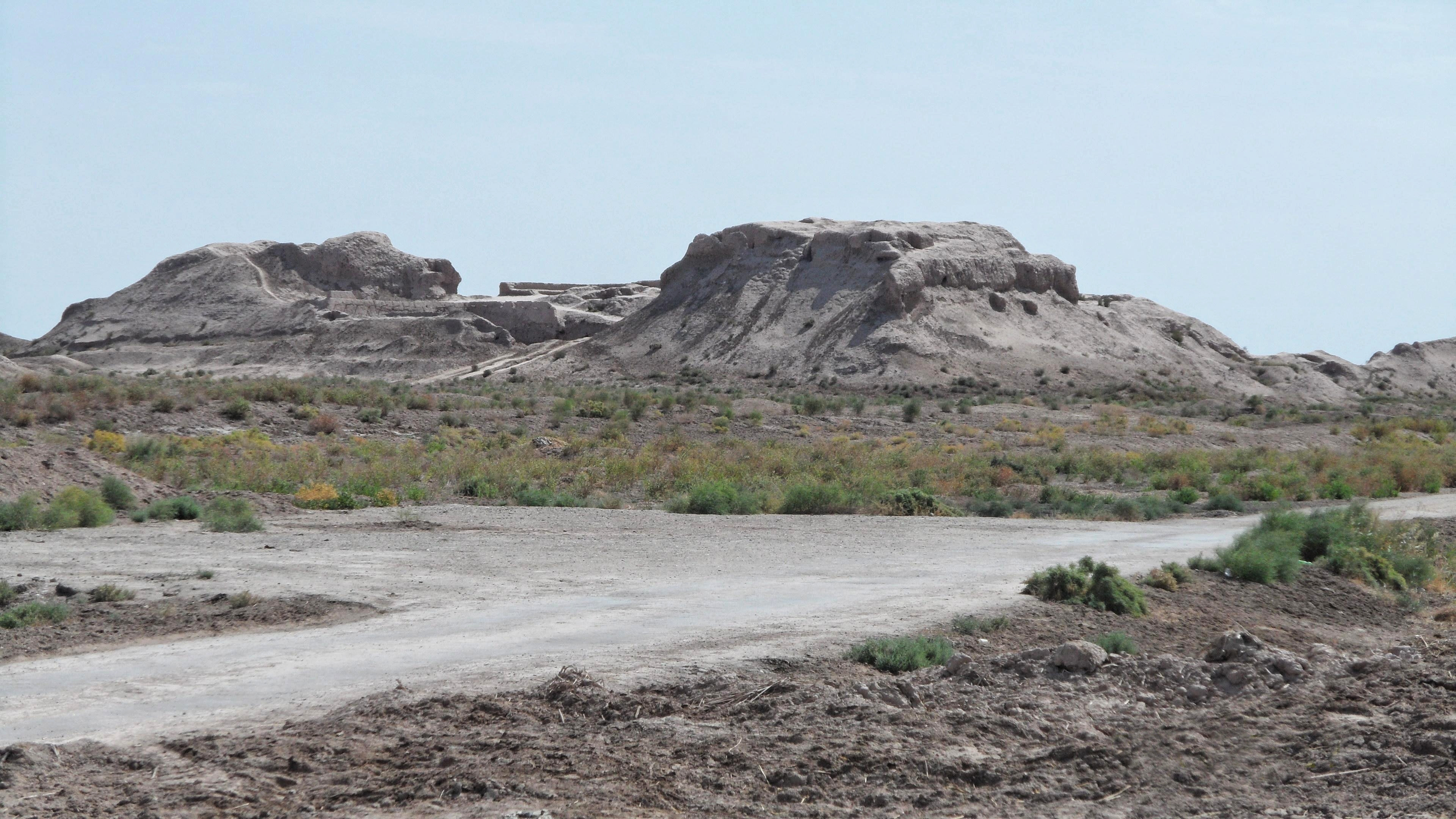
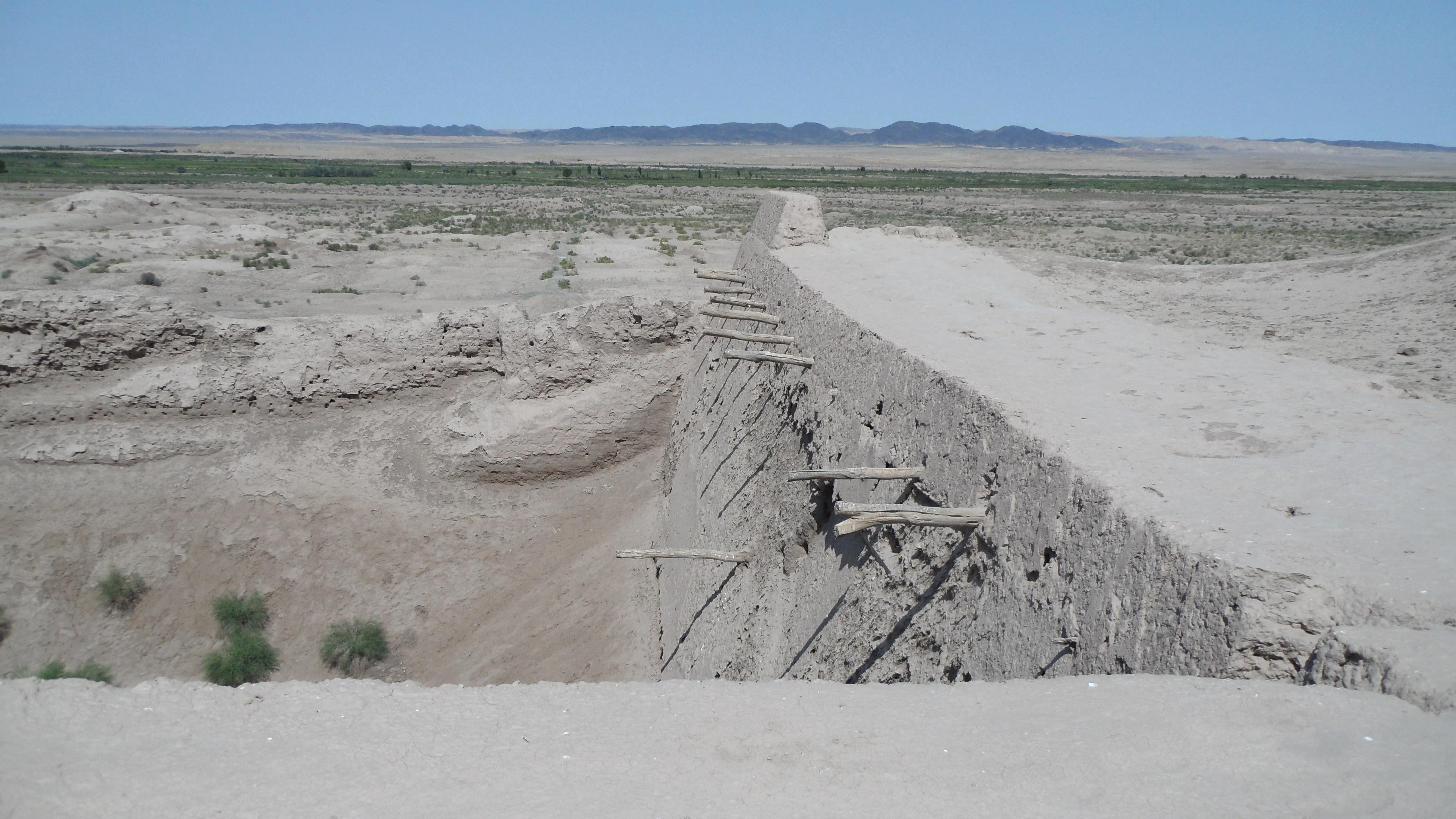
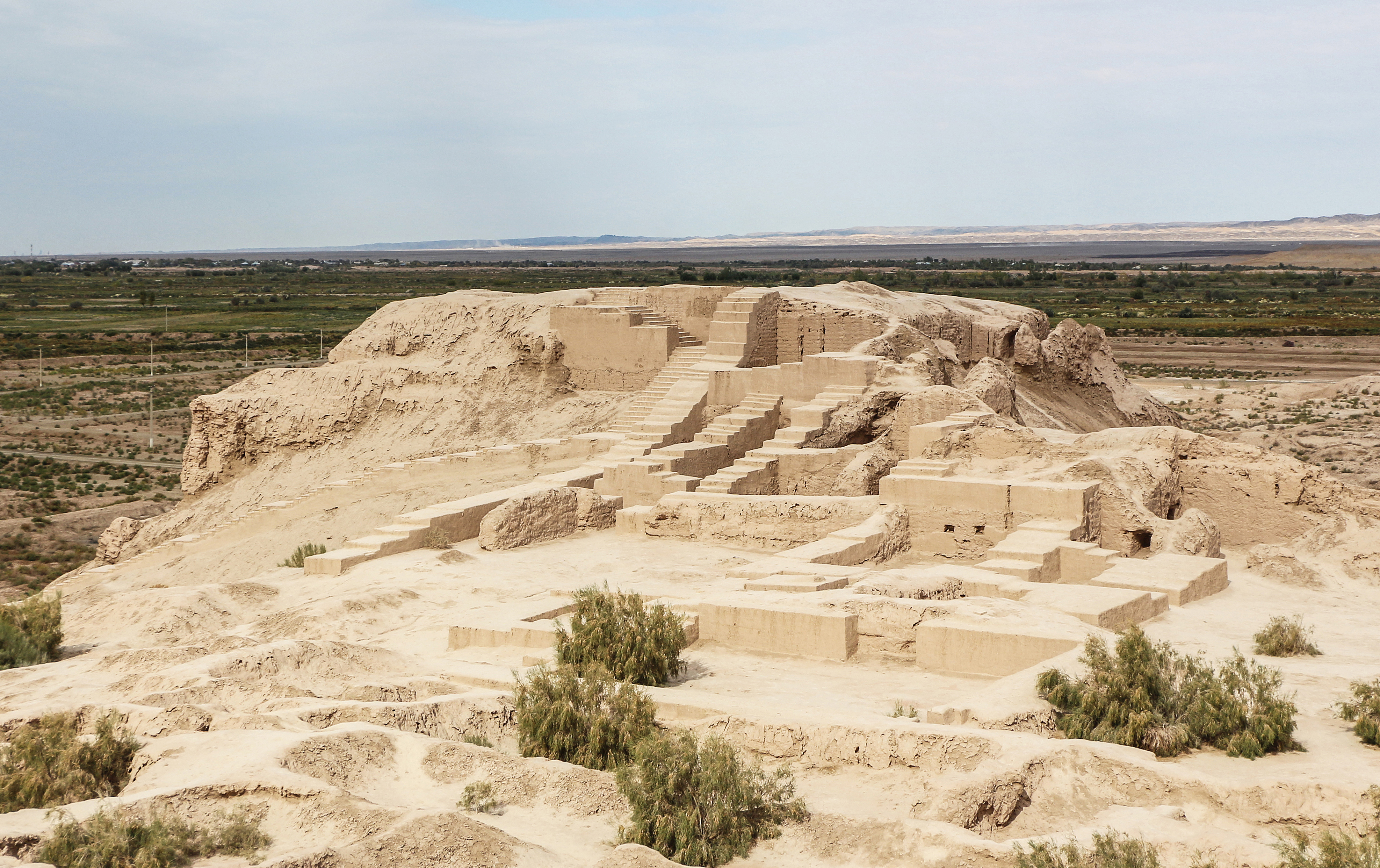
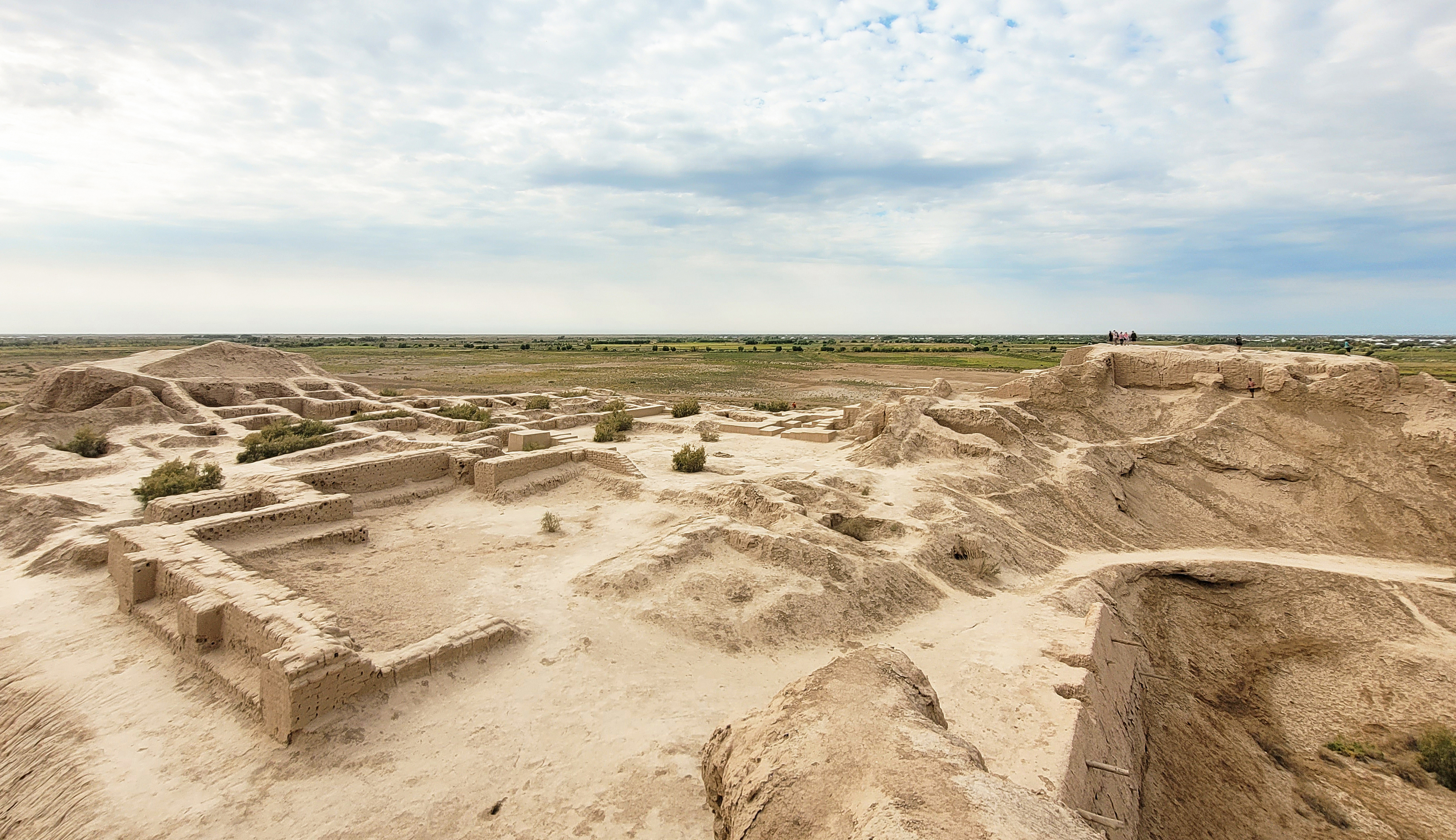